# Надорит
Надорит (англ. nadorite; нім. Nadorit m) — мінерал, оксихлорид свинцю і стибію шаруватої будови.

## Загальний опис
Хімічна формула: PbSbO2Cl. Містить (%): Pb — 52,4; Sb — 30,5; Cl — 9,0; O — 8,1.
Сингонія ромбічна.
Ромбо-дипірамідальний вид.
Форми виділення: таблитчасті і призматичні кристали, радіально-променисті й концентричні агрегати.
Спайність досконала.
Густина 7,02.
Твердість 3-4.
Колір димчасто-бурий до бурувато-жовтого.
Блиск алмазний.
Знайдений у цинкових родовищах у Джебель-Надор (пров. [Константіна], Алжир), у Сент-Ендельйон (Корнуолл, Велика Британія), Пайсберґ і Лангбан (Швеція).
За назвою родововища Джебель-Надор (C.R.Flajolot, 1870).